# Looc (Romblon)
Looc is een gemeente in de Filipijnse provincie Romblon op het eiland Tablas. Bij de laatste census in 2007 had de gemeente bijna 21 duizend inwoners.

## Geografie

### Bestuurlijke indeling
Looc is onderverdeeld in de volgende 12 barangays:
| - Agojo - Balatucan - Buenavista - Camandao - Guinhayaan - Limon Norte | - Limon Sur - Manhac - Pili - Poblacion - Punta - Tuguis |

## Demografie
Looc had bij de census van 2007 een inwoneraantal van 20.787 mensen. Dit zijn 889 mensen (4,5%) meer dan bij de vorige census van 2000. De gemiddelde jaarlijkse groei komt daarmee uit op 0,60%, hetgeen lager is dan het landelijk jaarlijks gemiddelde over deze periode (2,04%). Vergeleken met de census van 1995 is het aantal mensen met 1.591 (8,3%) toegenomen.

De bevolkingsdichtheid van Looc was ten tijde van de laatste census, met 20.787 inwoners op 132,82 km², 144,5 mensen per km².